# Washington D.C.'s storbyregion
Washington D.C.'s storbyregion (engelsk: Washington metropolitan area, D.C. area), eller Washingtons storbyregion el. Washington-Arlington-Alexandria, er en storbyregion centreret omkring USA's hovedstad Washington, D.C. og indeholder foruden selve hovedstaden dele af Maryland, Virginia og West Virginia. Den udgør en del af den større Baltimore-Washington storbyregion, som er det tredjestørste statistisk opgjorte areal i USA.
Washington D.C.'s storbyregion er én af de mest befolkningsveluddannede og velhavende storbyregioner i USA. Storbyregionen, der ligger i den sydlige ende af det tætbefolkede amerikanske kystdistrikt Det Nordøstlige megalopolis, har et befolkningstal på 6.304.975 (2023),, hvilket gør den til den 7. mest befolkningsrige storbyregion i USA, og til den næststørste region målt på indbyggertal blandt de Sydatlantiske Stater.

## Regionale organisationer

### Metropolitan Washington Council of Governments
Metropolitan Washington Council of Governments (MWCOG), grundlagt i 1957, er en regional organisation bestående af 21 lokale myndigheder i Washington-området samt medlemmer af Marylands og Virginias delstatslovgivere samt medlemmer af Senatet og Repræsentanternes Hus. MWCOG danner forum for diskussion og udvikling af regionale svar på spørgsmål vedrørende miljø, transport, almen sikkerhed, national sikkerhed, økonomisk tilgængelige boliger, samfundsplanlægning og økonomisk udvikling.
National Capital Region Transportation Planning Board, der udgør en del af MWCOG, er en føderalt udpeget organisation (metropolitan planning organization) for Washingtons storbyregion.

### Consortium of Universities in the Washington Metropolitan Area
Consortium of Universities of the Washington Metropolitan Area (konsortium godkendt og tildelt bevilling i 1964) er en regional organisation bestående af 20 gymnasier og universiteter i storbyregionen, Smithsonian Institution, USA's forsvarsministerium (DoD), Kontoret for USA's efterretningschef (ODNI), United States Department of Health and Human Services (HHS), United States Institute of Peace og John F. Kennedy Center for the Performing Arts med mere end 300.000 studerende. Konsortiet foretager krydsregistreringer af medlemsuniversiteternes kurser og giver tværgående biblioteksadgang for studerende og ansatte på medlemsuniversiteterne gennem Washington Research Library Consortium. Det tilbyder desuden fælles indkøbshjemmesider, fælles akademiske initiativer samt uddannelse i offentlig sikkerhed på campus.

### Washington Metropolitan Area Transit Authority
Som en fælles delstatsaftale mellem Maryland, Virginia og District of Columbia, dannede man i 1967 WMATA; et regeringsorgan bestående af tre jurisdiktioner med en bestyrelse bestående af repræsentanter fra Maryland, Virginia, District of Columbia og USA's føderale regering der driver trafiktjenester i Washingtons storbyregion.

### Metropolitan Washington Airports Authority
Metropolitan Washington Airports Authority (MWAA) er en uafhængig lufthavnsmyndighed med flere jurisdiktioner, der er oprettet med samtykke fra den amerikanske kongres og Virginias lovgivende forsamling med henblik på at føre tilsyn med forvaltningen, driften og økonomien for lufthavnene Ronald Reagan Washington National Airport og Washington Dulles International Airport.

### Greater Washington Board of Trade
Greater Washington Board of Trade, der blev grundlagt i 1889, er et netværk af regionale virksomheder, der arbejder for at fremme kulturen, økonomien og vedligeholdelsen af storbyregionen.

### Cultural Alliance of Greater Washington
Cultural Alliance of Greater Washington (CAGW) arbejder for at øge efterspørgslen, støtten samt mængden af ressourcer til kunst og kultur i Washingtons storbyregion.

## Økonomi
Regionens økonomi er kendetegnet ved dens nærhed til USA's politiske centrum, bl.a. til militærindustrien, der har sit hovedkvarter i storbyregionen. Der findes mange virksomheder i området, hvis forretning er baseret på offentlige kontrakter med de føderale myndigheder.
De tertiære erhverv er dominerende i området, mens industrielle erhverv og landbruget spiller en mindre rolle.
I 2016 genererede hele Washingtons storbyregion et bruttonationalprodukt på 509,2 milliarder amerikanske dollars, hvilket giver regionen en placering som nummer 5 på en samlet rangliste for storbyregioner i USA, og gør den samtidig til én af de mest velhavende byregioner i verden.